# Opéra privé de Moscou

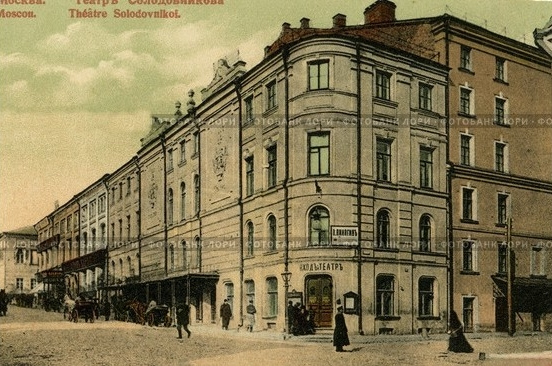
Théâtre Solodovnikov

L'Opéra privé de Moscou (en russe : Московская частная русская опера) est un opéra de Moscou durant les années 1885 à 1904. Il a porté plusieurs noms: de 1885 à 1888 théâtre Krotkova, de 1896 à 1899 opéra privé d'hiver, de 1900 à 1904 association de l'opéra privé , associations des acteurs de l'opéra privé de Moscou. Il est également connu sous l’appellation opéra Mamontov. Toutes ces associations avaient comme point commun d'être soutenues moralement et financièrement par Savva Mamontov. En 1896, à l'ouverture à Moscou, l'opéra était installé dans les bâtiments du théâtre Solodovnikov. Mais en 1898, il est détruit par un incendie et la troupe déménage au théâtre Maïakovski ou Paradies. 

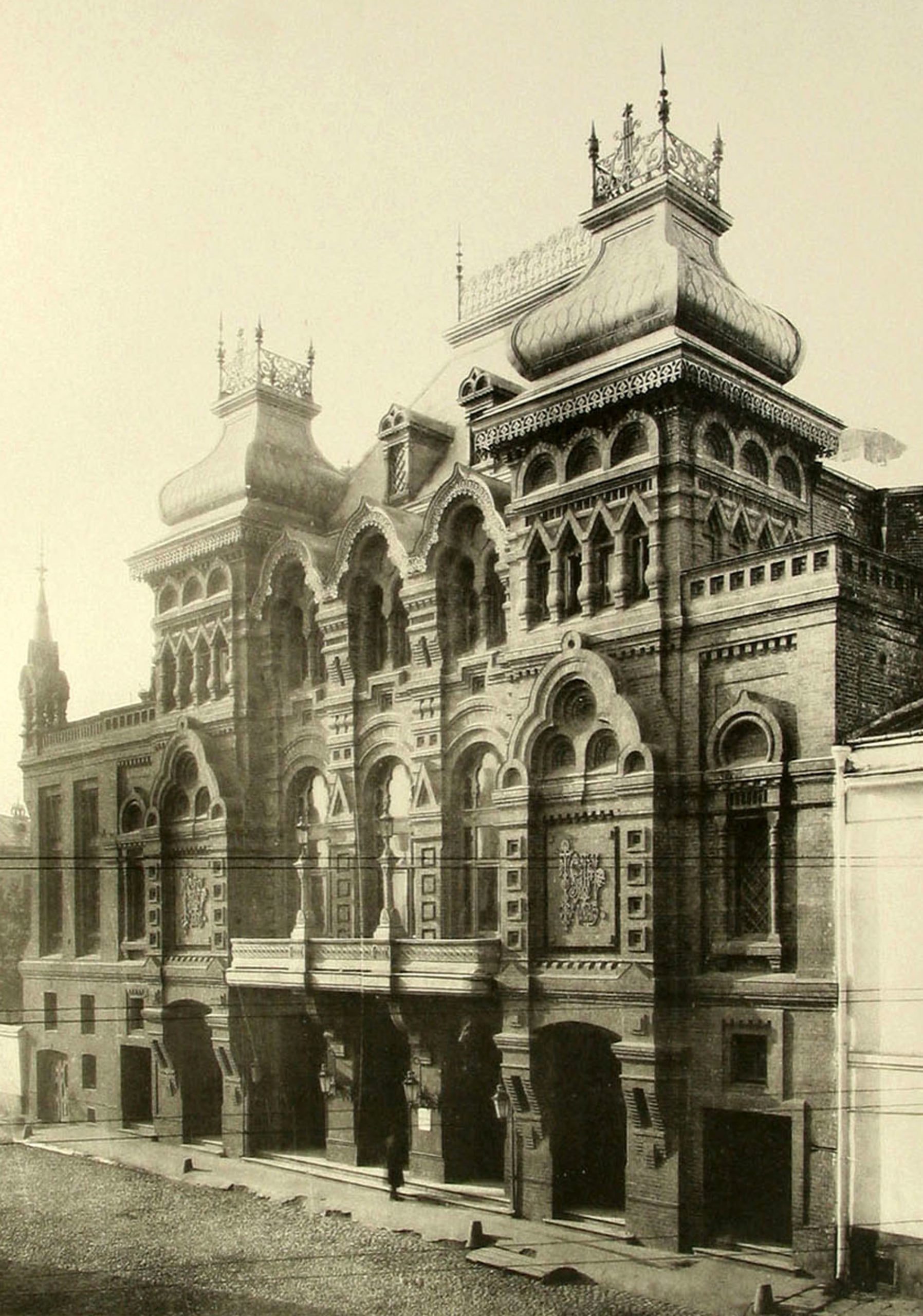
Théâtre Maïakovski ou (Paradies)

En 1899, au mois de mars-avril, Savva Mamontov est assigné à résidence du fait de la cessation de paiement d'une de ses sociétés, la société des chemins de fer Moscou-Iaroslavl. C'est ainsi que dans les années 1900-1901, l'opéra est devenu une société privée sous le contrôle de Claudia Winter et Mikhaïl Ippolitov-Ivanov dans laquelle Mamontov ne peut plus intervenir qu'occasionnellement.
À la fin de la saison 1903-1904, la majeure partie de la troupe a rejoint l'opéra Zimine qui a continué à mettre en scène des opéras jusqu'en 1917. Zimine se considérait lui-même comme le successeur de l'opéra Mamontov.

## Fédor Chaliapine
Durant les quatre saisons durant lesquelles Chaliapine se produit à l'opéra privé de Moscou (de 1896 à 1899) sa carrière artistique démarre véritablement. Chaliapine disait lui-même à cette époque: « Chez Mamontov j'ai pu grâce au répertoire développer les caractéristiques principales de ma nature artistique. Et Mamontov m'a dit: Fedenka faites tout ce que vous voulez dans ce théâtre… Tout cela a mis mon âme en fête et pour la première fois de ma vie je me suis senti libre, fort, capable de surmonter tous les obstacles.».

## Sergueï Rachmaninov
Pour la saison de 1897, un deuxième jeune chef d'orchestre a travaillé à l'opéra privé : Sergueï Rachmaninov (le premier a été le chef italien Evgueni Esposito. Voici comment Rachmaninov décrit son travail :

« Mamontov est né réalisateur et voilà pourquoi sans doute son principal centre d'intérêt était la scène, le décor  et la production artistique. Il s'est montré dans ce domaine comme un véritable maître et s'est entouré de talents tels que ceux des artistes Valentin Serov, Mikhaïl Vroubel et Constantin Korovine. J'ai entendu souvent Mamontov donner des conseils même à   Fédor Chaliapine. Quant à l'aspect purement musical, c'est-à-dire le chœur et l'orchestre, Mamontov s'y intéressait moins. Il ne s'ingérait pas dans notre travail. »